# فرانك إليوت (مهندس)
فرانك إليوت (بالإنجليزية: Frank Elliott)‏ هو مهندس أمريكي، ولد في 1891، وتوفي في 1957.

## روابط خارجية
- فرانك إليوت على موقع DriverDB.com (الإنجليزية)